# Physostegania costimacula
Physostegania costimacula är en fjärilsart som beskrevs av Paul Dognin 1914. Physostegania costimacula ingår i släktet Physostegania och familjen mätare. Inga underarter finns listade i Catalogue of Life.